# Taberna de monos
Taberna de monos es una monería o singerie, una pintura satírica realizada por un seguidor del artista flamenco David Teniers el Joven en el siglo XVII. En esta obra, el autor anónimo retrata los excesos de la sociedad de la época: el alcohol, el tabaco y el juego. 
Teniers el Joven utilizaba animales como monos y gatos realizando actividades humanas, utilizándolos como alegorías de los comportamientos y dinámicas sociales.
La obra forma parte de la colección del Museo Soumaya de la Ciudad de México.  